# Pełka Lis
Pour les articles homonymes, voir Lis.
Pełka Lis est un prélat catholique polonais, archevêque de Gniezno du 26 juin 1235 au 5 avril 1258.

## Biographie
Ni la date, ni le lieu de sa naissance sont connus. L'historien du XIVe siècle Jan Długosz affirme qu'il est issu de la famille Lis. Peu de temps après sa naissance, son père rejoint la prêtrise, ce qui fonde des doutes sur la légitimité de sa naissance. Une commission nommée par le pape Honorius III réfute ces allégations.
Pełka poursuit les réformes initiées par Henryk Kietlicz et soutient une monarchie centralisée contre le morcellement de la Pologne En 1234, il joue le rôle d'arbitre dans un litige qui oppose Henryk Ier le Barbu à Władysław Odonic. Comme son prédécesseur Henryk Kietlicz, Pełka défend les intérêts de l'Église. Il soutient Thomas Ier (pl), évêque de Wrocław, opposé à Henryk le Barbu. En 1253 il consacre le moine dominicain Vitas (en) comme premier évêque de Lituanie et le charge d'évangéliser le pays. En 1253, il supervise la canonisation de Stanisław de Szczepanów (Saint-Stanisław), l'évêque de Cracovie, assassiné en 1079 sur ordre du roi Bolesław II. En 1256, le Saint-Siège confirme le statut de métropole à Gniezno.
Pelka décédé le 5 avril 1258 à Łęczyca. Il est inhumé dans la cathédrale de Gniezno. Une commission nommée par le pape Innocent IV est chargée d'examiner les possibilités de sa canonisation.

## Sources
- (en) Cet article est partiellement ou en totalité issu de l’article de Wikipédia en anglais intitulé « Pełka (Archbishop of Gniezno) » (voir la liste des auteurs).
- (en) Fiche sur catholic-hierarchy.org
- (pl) Fiche sur Archidiecezja Gnieźnieńska, site officiel de l'archidiocèse de Gniezno